# حزام القطن

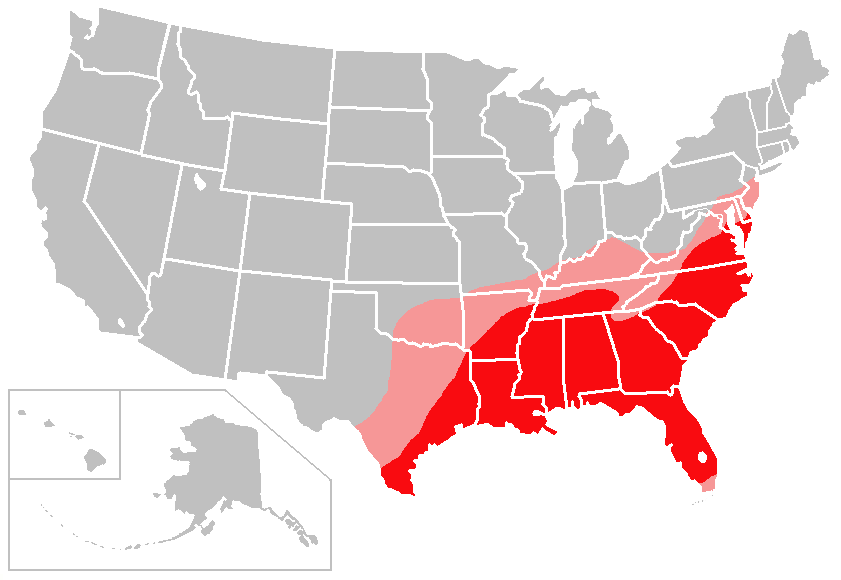
منطقة حزام القطن باللون الأحمر الداكن ومناطق زراعة القطن باللون الوردي.

حزام القطن هو منطقة في جنوب الولايات المتحدة حيث كان القطن هو المحصول النقدي السائد من أواخر القرن الثامن عشر إلى القرن العشرين.
قبل اختراع محلج القطن في عام 1793 كان إنتاج القطن مقصورًا على مناطق السهول الساحلية في كرولينة الجنوبية وجُرجية وبزخم أقل بمحاذاة نهر المسيسيبي السفلي. سمح محلج القطن بمعالجة مربحة للقطن قصير التيلة والذي يمكن زراعته في مناطق المرتفعات في أعماق الجنوب. بعد عام 1793 ، أصبحت منطقة نَتشيز بسرعة المنطقة الرائدة في إنتاج القطن في ميسيسيبي. طور مزارعو نتشيز أنواعًا جديدة من نباتات القطن المهجنة ونظامًا ميكانيكيًا غذى انتشار نظام زراعة القطن في جميع أنحاء الجنوب الشرقي القديم. أدى طلب الأمريكيين الأوروبيين على الأرض لتطوير قطن المرتفعات إلى إزالة قبائل الأمريكيين الأصليين من الجنوب الشرقي بعد عام 1830. أصبح الجزء المركزي من هذه المنطقة الممتد حتى ولاية تكساس ، يُعرف باسم الحزام الأسود بسبب لون التربة الخصبة ولاحقًا نسبة العبيد العالية.